# Athinagoras (Patriarch)

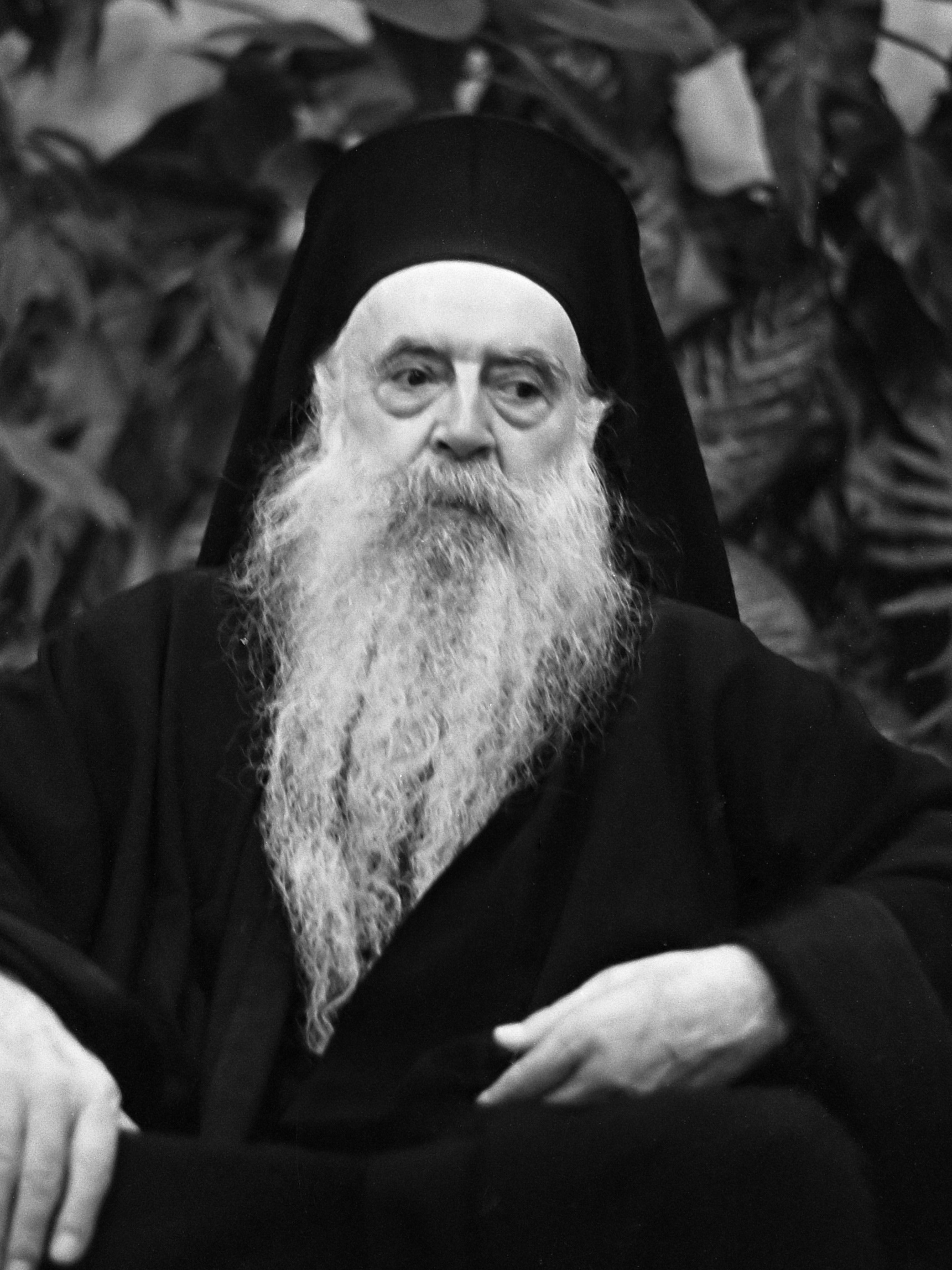
Patriarch Athenagoras (1967)

 Athinagoras (griechisch Αθηναγόρας, meist Athenagoras transkribiert, * 25. März 1886 in Tsaraplana, Epirus; † 7. Juli 1972 in Istanbul, bürgerlich Aristoklis Spyrou) war Patriarch von Konstantinopel von 1948 bis 1972.

## Leben
Er wurde 1886 unter dem Namen Aristoklis Spyrou in Tsaraplana, Epirus geboren. 1910 wurde er Mönch und nahm den Namen Athenagoras an. Während des Ersten Weltkrieges flüchtete er auf den Berg Athos. Er wirkte als Sekretär der Heiligen Synode von Griechenland. 1922 wurde er zum Metropoliten von Korfu gewählt, und 1930 setzte ihn die Heilige Synode von Konstantinopel als Erzbischof von Nord- und Südamerika ein. In dieser Zeit begründete er die Holy Cross Theological School. Die Wertschätzung, die er in den USA genoss, zeigte sich beispielsweise darin, dass ihm der amerikanische Präsident Harry S. Truman sein eigenes Flugzeug für die Rückkehr nach Konstantinopel zur Verfügung stellte, als Athinagoras zum Ökumenischen Patriarchen von Konstantinopel gewählt wurde.

## Patriarch von Konstantinopel
Athinagoras trat sein Amt als ökumenischer Patriarch am 26. Januar 1948 an. Er war sehr aufgeschlossen für Fragen der Ökumene, die er mit einer großen Reisetätigkeit verknüpfte: Er besuchte nicht nur alle östlich-orthodoxen Patriarchate, sondern auch den Sitz des Weltkirchenrats in Genf und den anglikanischen Primas in Canterbury.

## Dialog mit der römisch-katholischen Kirche
Mit Papst Johannes XXIII. war er seit dessen Zeit als Patriarch von Venedig befreundet.
Am 5. und 6. Januar 1964 traf er sich mit Papst Paul VI. in Jerusalem, ein Treffen, das zu einem Durchbruch in den Beziehungen zwischen Rom und Konstantinopel führte. Die wichtigste Geste war, dass der Papst Athinagoras als Nachfolger des Apostels Andreas das Haupt des Apostels zurückgab, das zuvor eine der vier Hauptreliquien in den vier Pfeilern des Petersdomes war und das Kreuzfahrer 1204 in Konstantinopel geraubt hatten.
Dieses Zusammentreffen führte dazu, dass im Folgejahr die römisch-katholische Kirche und der ökumenische Patriarch von Konstantinopel in Vertretung der orthodoxen Kirchen die gegenseitigen Exkommunikationen zurücknahmen, die sie 1054 als Folge des Morgenländischen Schismas ausgesprochen hatten. Dies war ein bedeutender Schritt zur Versöhnung zwischen beiden Kirchen.
Am 25. Juli 1967 besuchte Papst Paul VI. den Ökumenischen Patriarchen, der diesen Besuch am 28. Oktober 1967 erwiderte. In seiner Weihnachtsenzyklika schrieb Patriarch Athinagoras. „Wir tauschten mit seiner Heiligkeit dem Papst von Rom ein Kreuz und den Heiligen Kelch und beteten gemeinsam, dass unser gnädiger Gott unseren Heiligen Kirchen des Ostens und Westens so schnell wie möglich die Gnade schenken möge, dass wir die Kommunion der Heiligen Sakramente wieder so teilen können, wie es bis zum Jahr 1054 der Fall war.“